# Trampolino elastico (sport)
Il trampolino elastico è una disciplina della ginnastica affiliata alla FIG, riconosciuta sport olimpico dal C.I.O. nel 1998.
L'attrezzo del trampolino elastico è costituito da una rete elastica avente dimensioni di 2,20 m per 4,20 m. La rete è agganciata mediante 116 molle ad un telaio metallico, posto all'altezza di 1,20 m da terra. Ai lati sono presenti delle protezioni (alte 20 cm e lunghe 2 m). Per la sicurezza dell'atleta è necessaria un'area di sicurezza di 65,10 m² e l'altezza del luogo di gara o di allenamento deve essere almeno di 8 m.
Gli esercizi sono principalmente salti doppi e tripli, raggruppati tesi o carpiati, spesso anche con avvitamenti. Oltre alle gare singole, esistono anche quelle sincro, con due ginnaste o due ginnasti che devono eseguire lo stesso elemento nello stesso momento partendo rivolti nella stessa direzione, e quelle a squadre: una squadra è composta da tre o quattro atleti, che presentano due esercizi in qualificazione e uno in finale. Il punteggio complessivo si ottiene sommando i 3 punteggi più alti ottenuti dai componenti della squadra in ciascun esercizio.

## Storia
Il trampolino elastico nacque in nord America negli anni trenta: con l'aiuto di Larry Griswold, George Nissen ideò un prototipo del trampolino all'interno del suo garage.
La prima competizione non ufficiale in cui vennero impiegati dei trampolini elastici avvenne nel 1947, mentre il primo campionato ufficiale degli USA in cui furono adottati risale al 1954.
Durante l'anno seguente, la disciplina del tappeto elastico venne inclusa fra quelle dei Giochi panamericani. Nel 1958 si è tenuta in Svizzera la prima Nissen Cup, dedicata a questa specialità. 
A partire dagli anni sessanta, i tappeti elastici furono adottati nello sport anche in Inghilterra e Germania.
Nel 1980 si sono svolti la prima World Cup di trampolino elastico, a Bois-Colombe, in Francia e primo campionato mondiale a Londra. 
La disciplina fa il suo debutto ai giochi di Sydney nel 2000 ed è presente sin da allora unicamente con la competizione individuale. L'unica atleta che sia riuscita finora a vincere due ori olimpici nella specialità è Rosannagh MacLennan, a Londra nel 2012 e a Rio de Janeiro nel 2016. 

## Il trampolino alle olimpiadi
I vincitori della categoria individuale: 
| Anno | Luogo          | Maschile             | Femminile           |
| ---- | -------------- | -------------------- | ------------------- |
| 2000 | Sydney         | Aleksandr Moskalenko | Irina Karavaeva     |
| 2004 | Atene          | Yuri Nikitin         | Anna Dogonadze      |
| 2008 | Pechino        | Lu Chunlong          | He Wenna            |
| 2012 | Londra         | Dong Dong            | Rosannagh MacLennan |
| 2016 | Rio de Janeiro | Uladzislau Hancharou | Rosannagh MacLennan |
| 2021 | Tokyo          | Ivan Litvinovich     | Zhu Xueying         |
| 2024 | Parigi         | Ivan Litvinovich     | Bryony Page         |